# Pilota d'Or 1975
El premi Pilota d'Or 1975, atorgat al millor futbolista europeu de l'any, a criteri d'un panell de periodistes esportius d'arreu dels territoris membres de la UEFA, fou entregat al davanter soviètic Oleh Blokhín el 30 de desembre de 1975.
Hi havia 26 votants, procedents d'Àustria, Bèlgica, Bulgària, Txecoslovàquia, Dinamarca, Alemanya Oriental, Anglaterra, Finlàndia, França, Grècia, Hongria, Itàlia, Luxemburg, Països Baixos, Noruega, Polònia, Portugal, República d'Irlanda, Romania, Unió Soviètica , Espanya, Suècia, Suïssa, Turquia, Alemanya Occidental i Iugoslàvia. Blokhin es va convertir en el segon futbolista de la Soviètica (i el primer ucraïnès) que va guanyar el trofeu després de Lev Iaixin (1963).

## Classificació
| Posició | Nom                | Club                     | Nacionalitat        | Punts |
| 1       | Oleh Blokhín       | FC Dinamo de Kíev        | Unió Soviètica      | 122   |
| 2       | Franz Beckenbauer  | Bayern de Múnic          | RFA                 | 42    |
| 3       | Johan Cruyff       | FC Barcelona             | Països Baixos       | 27    |
| 4       | Berti Vogts        | Borussia Mönchengladbach | RFA                 | 25    |
| 5       | Sepp Maier         | Bayern de Múnic          | RFA                 | 20    |
| 6       | Ruud Geels         | AFC Ajax                 | Països Baixos       | 18    |
| 7       | Jupp Heynckes      | Borussia Mönchengladbach | RFA                 | 17    |
| 8       | Paul Breitner      | Reial Madrid             | RFA                 | 14    |
| 9       | Colin Todd         | Derby County FC          | Anglaterra          | 12    |
| 10      | Dudu Georgescu     | Dinamo București         | Romania             | 11    |
| 11      | Peter Lorimer      | Leeds United FC          | Escòcia             | 9     |
| 11      | Branko Oblak       | FC Schalke 04            | Iugoslàvia          | 9     |
| 11      | Pirri              | Reial Madrid             | Espanya             | 9     |
| 14      | Ralf Edström       | PSV Eindhoven            | Suècia              | 6     |
| 14      | Günter Netzer      | Reial Madrid             | RFA                 | 6     |
| 14      | Dino Zoff          | Juventus FC              | Itàlia              | 6     |
| 17      | Khristo Bónev      | Lokomotiv Plovdiv        | Bulgaria            | 4     |
| 17      | Josip Katalinski   | OGC Nice                 | Iugoslàvia          | 4     |
| 17      | Grzegorz Lato      | Stal Mielec              | Polònia             | 4     |
| 17      | Gerd Müller        | Bayern de Múnic          | RFA                 | 4     |
| 17      | Ivo Viktor         | Dukla Praga              | Txecoslovàquia      | 4     |
| 22      | Ján Pivarník       | Slovan Bratislava        | Txecoslovàquia      | 3     |
| 23      | Leonid Buryak      | FC Dinamo de Kíev        | Unió Soviètica      | 2     |
| 23      | Jürgen Croy        | Sachsenring Zwickau      | RDA                 | 2     |
| 23      | Johan Neeskens     | FC Barcelona             | Països Baixos       | 2     |
| 23      | Jean-Marc Guillou  | OGC Nice                 | França              | 2     |
| 27      | João Alves         | Boavista FC              | Portugal            | 1     |
| 27      | Dragan Džajić      | SC Bastia                | Iugoslàvia          | 1     |
| 27      | Giacinto Facchetti | Inter de Milà            | Itàlia              | 1     |
| 27      | Don Givens         | Queens Park Rangers FC   | República d'Irlanda | 1     |
| 27      | Pat Jennings       | Tottenham Hotspur FC     | Irlanda del Nord    | 1     |
| 27      | Allan Simonsen     | Borussia Mönchengladbach | Dinamarca           | 1     |